# Isoodon macrourus
Espèce
Statut de conservation UICN

 LC  : Préoccupation mineure
Le bandicoot brun du Nord (Isoodon macrourus), est une espèce de marsupiaux, un bandicoot australasien. Il est appelé en anglais Northern Brown Bandicoot.

## Description
La longueur tête-corps est de 40 cm, celle de la queue de 15 cm et il pèse 1,2 kg. Le mâle mesure 5 à 7 cm de plus que la femelle et pèse 0,5 kg de plus qu'elle. Il a un long pelage, beige sur le dos avec des taches noires. Le ventre est blanc. Il a de petites oreilles rondes et un nez court. On peut facilement le confondre avec le Isoodon obesulus, le bandicoot brun du Sud mais ils diffèrent par leur taille (celui du Nord étant plus grand) et par leur distribution (celui du Sud n'étant trouvé que sur les côtes méridionales de l'Australie).

## Distribution et habitat
On le trouve seulement sur les côtes Nord et Est de l'Australie et dans le sud et l'est de la Nouvelle-Guinée (Indonésie et Papouasie-Nouvelle-Guinée).
Leur habitat dépend de la saison : pendant la saison sèche, il vit dans les zones boisées et broussailleuses ; pendant la saison des pluies, il sort et va dans les prairies où il peut trouver une végétation beaucoup plus abondante.

## Alimentation
Il est omnivore. Il se nourrit d'insectes, de vers de terre, de fruits et de graines. Quelquefois, en période de disette, la femelle peut dévorer son petit. Il a un bon odorat qui lui permet de trouver sa nourriture même enfouie sous le sol mais, chassant la nuit, il devient lui-même une proie facile pour les chats, les renards et les rapaces nocturnes.

## Mode de vie
Il se construit des nids sur le sol, bien camouflés et imperméables, faits de tas de branches et de brindilles avec une cavité adaptée à un seul individu. Quelques bandicoots nichent dans des arbres creux ou des terriers de lapins abandonnés.

## Reproduction
Il n'a pas de période particulière de reproduction. Chaque portée est de deux à quatre petits. la période de gestation est de 12,5 jours et les petits passent deux mois dans la poche marsupiale.

## Liste des sous-espèces
Selon Mammal Species of the World (version 3, 2005)  (2 déc. 2010) :
- sous-espèce Isoodon macrourus macrourus Gould, 1842
- sous-espèce Isoodon macrourus moresbyensis Ramsay, 1877.

## Publication originale
- Gould, 1842 : Characters of a new species of Perameles, and a new species of Dasyurus. Proceedings of the Zoological Society of London, vol. 1842, p. 41–42.